# József Tamás
József Tamás (n. 12 noiembrie 1944, Siculeni, Harghita) este un cleric romano-catolic de etnie maghiară din România, care deține în prezent rangul de episcop auxiliar emerit al Arhidiecezei de Alba Iulia.

## Biografie
József Tamás s-a născut la data de 12 noiembrie 1944, în satul Siculeni, ca unul dintre cei opt copii ai lui Gergely Tamás și Erzsébet Bíró. Părinții săi au fost funcționari la Căile Ferate Române. În interes de serviciu familia Tamás s-a mutat în satul Sânsimion, Harghita. 
József Tamás a urmat cursurile Școlii generale din satul Sânsimion între anii 1951-1958, apoi s-a înscris la Seminarul Liceal Teologic Romano-Catolic din Alba Iulia, unde a studiat între anii 1958-1962. Ulterior a efectuat studii superioare la Institutul Teologic Romano-Catolic de grad universitar Alba Iulia în perioada 1962-1968, pe care le-a terminat cu "absolutorium" (echivalat cu bacaleaurat bisericesc și cu licență de stat). 
József Tamás a fost hirotonit ca preot romano-catolic de către episcopul Áron Márton în Catedrala din Alba Iulia la 21 aprilie 1968. A fost preot-vicar la parohia din municipiul Mediaș (jud. Sibiu) între anii 1968-1972 și preot-paroh în satul Tiur (1972-1978), după care a activat ca profesor și spiritual la Institutul Teologic Romano-Catolic din Alba Iulia. 
La 18 decembrie 1996 a fost numit de către Sfântul Scaun episcop auxiliar de Alba Iulia și episcop-titular de Valabria, având ca sediu episcopal orașul Miercurea Ciuc (jud. Harghita). La 1 martie 1997 a fost consacrat ca episcop la Mănăstirea din Șumuleu Ciuc de către arhiepiscopul György Jakubinyi de Alba Iulia, asistat de către arhiepiscopul emerit Lajos Bálint de Alba Iulia și de arhiepiscopul Janusz Bolonek, pe atunci nunțiu apostolic în România. 
Reședința sa episcopală este în orașul Miercurea Ciuc (județul Harghita). Stema episcopală a PS József Tamás are ca motto: "Cea mai mare este dragostea" (I Corinteni 13,13).